# Bolestraszyce
Bolestraszyce – wieś w Polsce położona w województwie podkarpackim, w powiecie przemyskim, w gminie Żurawica.
Wieś, położona w powiecie przemyskim, była własnością Stefana Duczymińskiego, Krzysztofa Tomasza Drohojowskiego i Aleksandra Dymitra Drohojowskiego, została spustoszona w czasie najazdu tatarskiego w 1672 roku.
W latach 1954–1959 wieś należała i była siedzibą władz gromady Bolestraszyce, po jej zniesieniu w gromadzie Żurawica. W latach 1975–1998 miejscowość administracyjnie należała do województwa przemyskiego.
Miejscowość jest siedzibą rzymskokatolickiej Parafii Narodzenia Najświętszej Maryi Panny.
W latach 1840–1848 mieszkał i dobrami w Bolestraszycach pod Przemyślem należącymi do teścia, Antoniego Ostrowskiego zarządzał malarz Piotr Michałowski. 

## Części wsi
| SIMC    | Nazwa     | Rodzaj    |
| ------- | --------- | --------- |
| 0613607 | Łysa Góra | część wsi |
| 0613613 | Wola      | część wsi |
| 0613620 | Zabłocie  | część wsi |

## Zabytki
- Fort XIII Twierdzy Przemyśl ("San Rideau")
- Arboretum
- Cerkiew Narodzenia Najświętszej Maryi Panny w Bolestraszycach
- zamek[9]

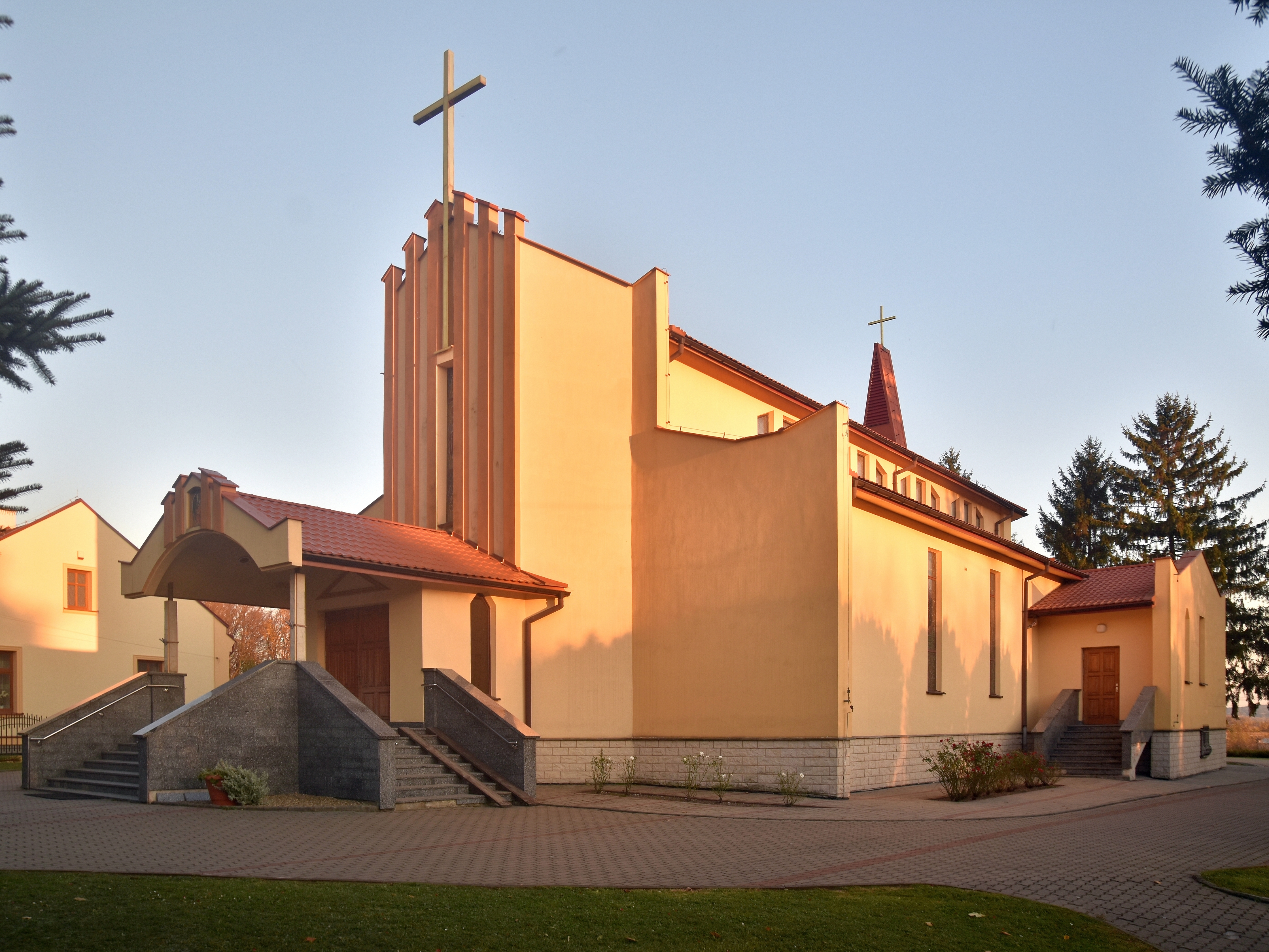
Kościół parafialny
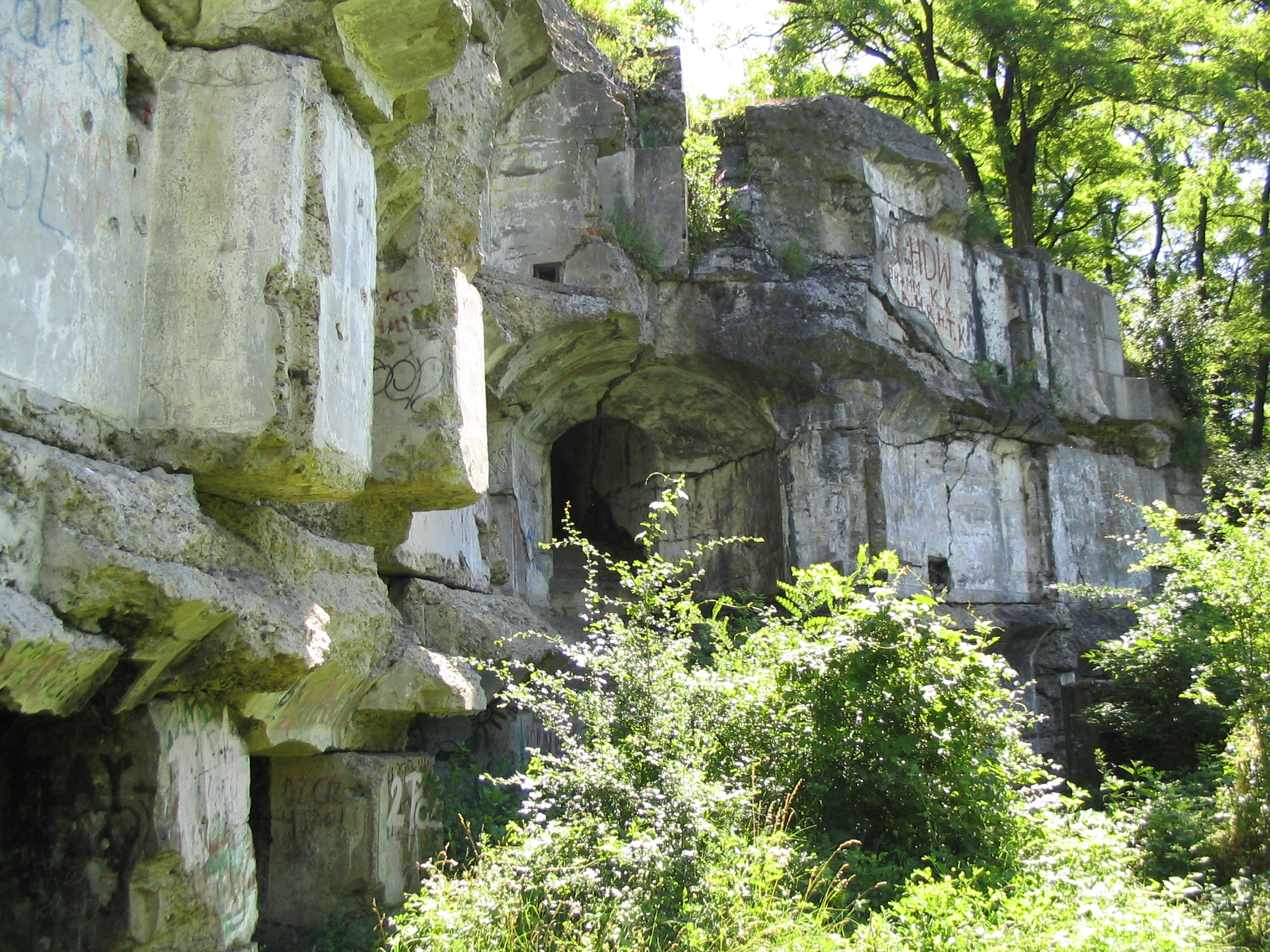
Fort XIII